# Ashiyasu
Ashiyasu (芦安村, Ashiyasu-mura) est un ancien village de la préfecture de Yamanashi, ayant existé jusqu'au 1er avril 2003, date de sa fusion avec les bourgs de Kushigata, Kōsai, Shirane et Wakakusa ainsi que le village de Hatta pour former la ville de Minami-Alps. Il faisait partie du district de Nakakoma.

## Géographie

### Topographie et hydrographie
Ashiyasu est situé au centre de la préfecture et du district, à son extrême ouest. Le village prend la forme d'une longue bande allant du nord-ouest au sud-est, composée essentiellement de forêts montagneuses. La faille de Fossa Magna (ligne tectonique Itoigawa-Shizuoka) s'étend du nord au sud au niveau du col de Yashajin (ja), au centre du village. À l'ouest, la rivière Noro (ja) (野呂川), un affluent de la rivière Fuji, coule vers le sud depuis le nord-ouest. À l'est, la rivière Midai (ja) (御勅使川) s'écoule vers l'est dans le bassin de Kofu (ja), formant un cône de déjection.

### Villes limitrophes

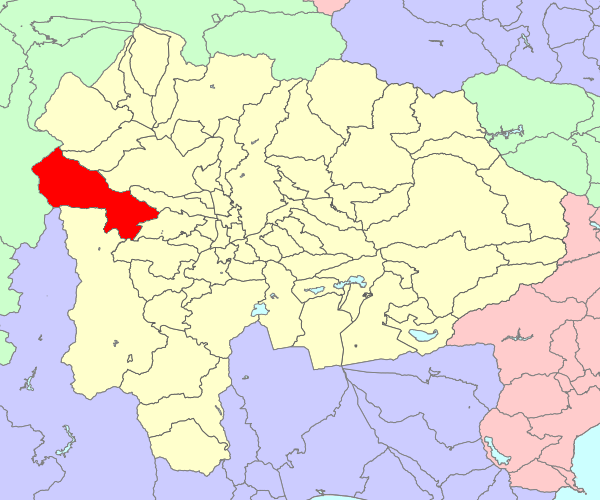
Localisation d'Ashiyasu dans la préfecture de Yamanashi (tracés territoriaux du 1er avril 2003).

Entités territoriales limitrophes à la date de la fusion du 1er avril 2003,. À sa fondation en 1889, Ashiyasu est entouré de l'ouest vers l'est des villages d'Inasato (ja) (伊那里村) et Miwa (ja) (美和村), du district de Kamiina, dans la préfecture voisine de Nagano, des villages de Komagi (ja) (駒城村) et Seitetsu (ja) (清哲村), du district de Kitakoma, des villages de Minamoto (ja) (源村), Sakaki (ja) (榊村) et Hirabayashi (ja) (平林村), du même district de Nakakoma, et du village de Narada (ja) (奈良田村), du district de Minamikoma,. Le 1er mars suivant, Narada change de nom pour Nishiyama (西山村). Le 1er avril 1954, Sakaki fusionne avec le village de Nonose (ja) (野之瀬村) et le bourg d'Ogasawara (ja) (小笠原町) pour former le bourg de Kushigata (櫛形町). Le 1er juin de la même année, Hirabayashi est intégré au bourg de Masuho (増穂町). Le 10 octobre, Seitetsu fusionne avec les villages d'Asahi (ja) (旭村), Hosaka (ja) (穂坂村), Fujii (ja) (藤井村), Kamiyama (ja) (神山村), Ōkusa (ja) (大草村), Tatsuoka (ja) (竜岡村), Nakada (ja) (中田村), Anayama (ja) (穴山村), Maruno (ja) (円野村) et le bourg de Nirasaki (韮崎町) pour former la ville de Nirasaki (韮崎市). Le 1er juillet de l'année suivante, Ashiyasu devient voisin du nouveau bourg de Hakushū (白州町), créé à partir des villages de Sugawara (ja) (菅原村) et Hōrai (ja) (鳳来村) et d'une partie du bourg de Nagasaka (長坂町), qui continue d'exister indépendamment, et du village de Komagi, dont l'autre partie est absorbée par le village de Mukawa (武川村), qui devient ainsi aussi voisin d'Ashiyasu. Le 30 septembre 1956, Ashiyasu devient voisin du bourg de Hayakawa (早川町), créé à partir des villages de Nishiyama, Goka (ja) (五箇村), Miyakogawa (ja) (都川村), Misato (ja) (三里村), Suzurishima (ja) (硯島村) et Motodate (ja) (本建村). Le 1er avril 1959, Miwa et Insasato fusionnent pour créer le village de Hase (ja) (長谷村). Le mois suivant, le bourg de Shirane (白根町) intègre Minamoto et devient voisin d'Ashiyasu. 

## Histoire

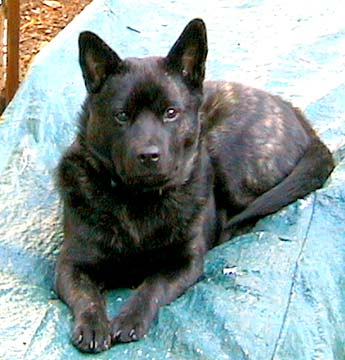
Chien kai.

À l'époque moderne, il y avait deux villages, Ashikura (芦倉村) et Antsū (安通村). Le village d'Ashikura appartenait au comté de Mukawa (ja) (武川筋), dans le district de Koma (ja) (巨摩郡), tandis que le village de Antsū appartenait au comté de Nishigun (西郡筋) dans le même district. 36 villages se partageaient les terres communautaires de la région, et des litiges survenaient souvent. Le 1er janvier 1875, Ashikura et Antsū fusionnent pour former le village d'Ashiyasu. En 1889, les terres communautaires sont devenues propriété impériale et, à l'époque moderne, des inondations et d'autres dégâts se sont produits en raison de la destruction des forêts causée par une exploitation forestière trop excessive. La même année, le 1er juillet, le village moderne d'Ashiyasu est recréé dans le cadre de l'instauration du système municipal japonais moderne. Ashiyasu est donc une contraction des noms des deux précédents villages. En 1911, le domaine impérial a été cédé à la préfecture et une association pour la gestion de la forêt a été créée dans le village. À la fin de l'ère Meiji (1868-1912), avec le développement de l'industrie de la soie, la production de bois dans le bassin de la rivière Noro a prospéré et l'exploitation minière était une industrie importante, notamment la production de charbon de bois et la mine d'Ashiyasu. Au début de l'ère Shōwa, le kai, élevé comme chien de chasse dans le village, a attiré l'attention en tant que nouvelle race de chien et a été désigné comme d'importance nationale en 1934.
Un plan visant à détourner l'eau de la rivière Noro pour enrichir la région des sept villages de la plaîne (原七郷), allant du bourg de Shirane aux bourgs de Kushigata et Wakakusa) au centre du cône de déjection, est lancé en 1951 durant l'après-guerre par l'homme politique local Hisashi Amano (ja), car cette région était en proie à des sécheresses dues à la faible quantité en eau. Des projets de détournement et de canalisation avaient été réalisés durant l'époque d'Edo, mais le projet principal est entamé pour la première fois. La route forestière de la rivière Noro a été achevée en 1955, avec un tunnel creusé à travers le col de Yashajin, et le système d'approvisionnement en eau de la rivière Noro, qui assurait l'approvisionnement en eau des sept villages de la plaine, a été achevé en 1960. En outre, la centrale électrique de la rivière Noro a été construite au confluent de la rivière Ara pour développer l'approvisionnement en électricité. À la même époque, la construction de la Route forestière de Minami-Alps (ja) (南アルプススーパー林道) a été lancée dans le but d'attirer les touristes au village d'Ashiyasu et de transférer le bois du village, mais la construction a été difficile en raison des mesures de protection de la nature et des perturbations climatiques. La route a été ouverte à la circulation en 1980, mais l'importance relative de la sylviculture en tant qu'industrie primaire a diminué en raison du miracle économique japonais, qui a notamment entraîné le dépeuplement de la région en faveur des grandes villes et les changements dans les parts du secteur primaire dans l'économie japonaise.
Le symbole municipal est adopté le 10 octobre 1967.
Le 1er avril 2003, Ashiyasu fusionne avec les bourgs de Kushigata, Kōsai, Shirane, Wakakusa et le village de Hatta pour créer la ville de Minami-Alps (南アルプス市), en l'honneur des monts Akaishi, aussi surnommées « Alpes du Sud » (Minami arupusu). Dès lors, Ashiyasu cesse d'exister en tant qu'entité municipale indépendante.

## Éducation
On trouve l'école primaire d'Ashiyasu (村立芦安小学校) et l'école secondaire d'Ashiyasu (村立芦安中学校). 

## Transports
Le village est desservi par les Autobus d'Ashiyasu (芦安村営バス) et Yamanashi Kōtsū (en). Les routes principales pour y accéder sont la route préfectorale 20 (ja), la route préfectorale 37 et la route forestière de Minami-Alps.

## Patrimoine local
On y trouve les sources chaudes d'Ashiyasu (ja). 